# Baden-Baden (häst)
Baden-Baden, född 1874 i Kentucky, död okänt år, var ett amerikanskfött engelsk fullblod, mest känd för att ha vunnit 1877 års upplaga av Kentucky Derby. 

## Bakgrund
Baden-Baden föddes upp av A.J. Alexander på Woodburn Stud i Woodford County, Kentucky. Han var efter Australian (som i sin tur var efter West Australian, första hästen att vinna den engelska titeln Triple Crown 1853) och under Lavender (efter Wagner). Han köptes på Woodburns Yearling Sale av Daniel Swigert, från Elmendorf Farm.

## Karriär
Baden-Baden tävlade mellan 1876 och 1877, och sprang in 12 425 dollar på 10 starter, varav 4 segrar, 3 andraplatser och 1 tredjeplats. Han tog karriärens största seger i Kentucky Derby (1877). Han segrade även i Young America Stakes (1876), Jersey Derby (1877) och Travers Stakes (1877).

### Kentucky Derby
Då 1877 års Kentucky Derby reds var vädret var hyfsat och banan, även om den var torr, var "kupig" efter regnet. Starten försenades av bräckliga hästar; före ankomsten av startgrinden, tävlade fullblodshästar från stående start. På bortre långsidan började Baden-Baden (som hade legat på fjärde plats) att avancera och nådde ledande Leonard, och passerade även denna precis i början på upploppet, och gick sedan ifrån.

### Fortsatt karriär
Baden-Baden såldes till William B. Astor, Jr. efter Kentucky Derby, och åkte till New York för att delta i Belmont Stakes, där han slutade trea. Han segrade senare i det prestigefyllda Travers Stakes på Saratoga Race Course. Han gjorde sin sista start i Kenner Stakes 1988, då han bröt ett sesamoidben. På grund av skadan fick Baden-Baden avsluta sin tävlingskarriär, för att istället vara verksam som avelshingst vid Astors Ferncliffe Stud, där han fick många avkommor (mest döttrar, med få framgång) i slutet av 1880-talet.